# Lycosa rimicola
Lycosa rimicola är en spindelart som beskrevs av William Frederick Purcell 1903. Lycosa rimicola ingår i släktet Lycosa och familjen vargspindlar. Inga underarter finns listade i Catalogue of Life.